# نيو لاين سينما
نيو لاين سينما (بالإنجليزية: New Line Cinema) إستوديو أفلام أسس في نيويورك عام 1967، كان إحدى إستوديوهات الأفلام الأمريكية الرئيسية. الآن أصبح جزء من شركة تيم وارنر.

## وصلات خارجية
- نيو لاين سينما على موقع IMDb (الإنجليزية)
- نيو لاين سينما على موقع قاعدة بيانات برودواي على الإنترنت (الإنجليزية)
- نيو لاين سينما على موقع ديسكوغز (الإنجليزية)
- الموقع الرسمي